# هيليارد غيتس
هيليارد غيتس (بالإنجليزية: Hilliard Gates)‏ هو معلق رياضي أمريكي، ولد في 14 ديسمبر 1915، وتوفي في 21 نوفمبر 1996.